# هنری فرهافرت
هنری فرهافرت (هلندی: Henri Verhavert; ۸ سپتامبر ۱۸۸۴ – ۹ اوت ۱۹۵۵) ژیمناست هنری اهل بلژیک بود.